# Manoel Fiel Filho
Manoel Fiel Filho (Quebrangulo, 7 de janeiro de 1927 — São Paulo, 17 de janeiro de 1976) foi um operário metalúrgico brasileiro morto durante a ditadura militar.
As circunstâncias da sua morte são idênticas as do estudante Alexandre Vannucchi Leme, do 1º tenente PM José Ferreira de Almeida e do jornalista Vladimir Herzog. Como ocorreu nesses casos, a morte de Manoel foi registrada, na época, como suicídio, mas abalou significativamente a estrutura do regime militar, provocando o afastamento do general Ednardo D'Ávila Mello, ocorrido três dias após a divulgação da morte de Manoel.
A morte de Manoel foi investigada pela Comissão Nacional da Verdade.

## Biografia

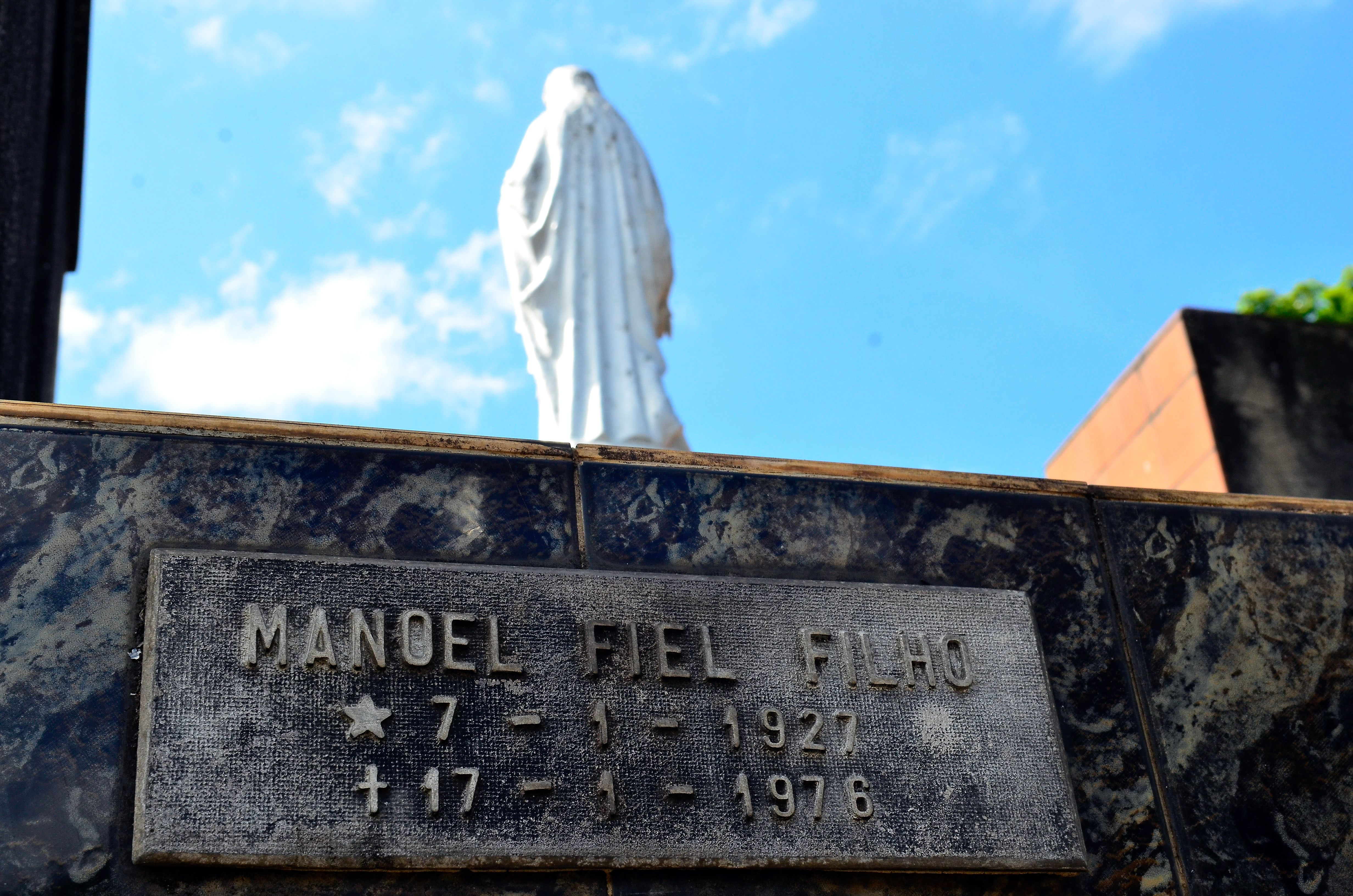
Lápide de Manoel Fiel Filho, no Cemitério Quarta Parada, em São Paulo (Rovena Rosa/Agência Brasil)

Manoel Fiel Filho saiu do Sítio Gavião, em Quebrangulo, no estado de Alagoas, aos 18 anos de idade. Morou na cidade de São Paulo desde os anos 50. Foi padeiro e cobrador de ônibus antes de se tornar operário metalúrgico na Metal Arte Industrial Reunidas, no bairro da Mooca. Lá trabalhou no setor de prensas hidráulicas por 19 anos. Ele era casado com Thereza de Lourdes Martins Fiel, tinha duas filhas, e morava num sobrado na Vila Guarani.
Na manhã do dia 16 de janeiro de 1976, uma sexta-feira, Manoel foi procurado na Metal Arte por dois homens que se identificaram como agentes do DOPS e o convidaram a prestar esclarecimentos. De lá, os três seguiram para a casa do operário aonde os oficiais realizaram uma operação de busca e apreensão. Após ter a casa revistada, Fiel foi autorizado a ficar a sós com sua família por alguns instantes e, em seguida, entrou no carro dos agentes. O operário foi encaminhado para o DOI-CODI do II Exército, e essa foi a última vez que a esposa e as filhas o viram vivo. 

### Morte
Segundo relatório enviado à agência central do Serviço Nacional de Informações, durante investigação sobre o Partido Comunista Brasileiro (PCB), Sebastião de Almeida foi preso no dia 15 de janeiro de 1976, e apontou Manuel Fiel Filho como seu contato.
Às 8h30 da manhã do dia 17 de janeiro de 1976, um dia após ser levado para o DOI-CODI, Manoel foi interrogado por duas horas e depois encaminhado de volta a cela. Às 11 horas ele foi novamente chamado para uma acareação, que durou 15 minutos, e avaliou sua ligação com Sebastião. Dessa vez, os agentes concluíram que Fiel recebia de Sebastião, mensalmente, oito exemplares do jornal a Voz do Operário, o que, para o regime militar, era motivo suficiente para comprovar sua conexão com o PCB e justificar a prisão.
Ainda segundo o relatório, Manoel foi levado de volta a cela após a acareação e, foi visto vivo e calmo pelo carcereiro de serviço, por volta do 12h15. Já às 13 horas, o carcereiro tomou ciência que "Manoel Fiel Filho suicidara-se no xadrez, utilizando-se de suas meias, que atou ao pescoço, estrangulando-se”.
Às 22 horas, a família foi comunicada do suicídio de Manoel, mas a entrega de corpo só foi realizada com a condição de que os parentes o sepultassem o mais rápido possível e que não se falasse nada sobre sua morte. No domingo, dia 18, às 8 horas da manhã, Manoel Fiel Filho foi sepultado por seus familiares no Cemitério da IV Parada, em São Paulo.
A morte de Manoel ocorreu apenas 3 meses após a de Vladimir Herzog, sob circunstâncias parecidas e no mesmo local. Mesmo não tendo causado a comoção que houve com a morte de Herzog, a de Manoel Fiel Filho foi responsável pelo afastamento do comandante do 2° Exercito, o general Ednardo D'Ávila Mello, quatro dias após a morte do metalúrgico. Ednardo era responsável pelos maus-tratos dos presos políticos do DOI-CODI, e após seu afastamento o órgão mudou a forma de tratamento com os presos políticos.

## Pós-morte
Na nota em que comunicava o suicídio de Manoel, o II Exército mandou instaurar um inquérito policial-militar para apurar o caso. Em 30 dias, o IPM foi concluído e, em parecer datado de 28 de abril de 1976, o procurador militar Darcy de Araújo Rebello pediu o arquivamento do processo alegando que “as provas apuradas são suficientes e robustas para nos convencer da hipótese do suicídio de Manoel Fiel Filho, que estava sendo submetido a investigações por crime contra a segurança nacional. (...) Aliás, conclusão que também chegou o ilustre encarregado do inquérito policial militar”.
O comandante do II Exército, Ednardo D'Ávila Mello, no entanto, foi exonerado do cargo meses depois do ocorrido, pelo presidente da época, Ernesto Geisel. Segundo Paulo Egydio Martins, governador de São Paulo na época, em reunião com dirigentes militares após a morte de Herzog, Geisel teria dito que não toleraria mais esse tipo de crime nas dependências do Exército, o que justificaria a exoneração do militar após a morte de Manoel.
Em ação judicial movida pela família e patrocinada pelos advogados Marco Antônio Rodrigues Barbosa, Samuel Mac Dowell Figueiredo e Sérgio Bermudes, foi julgado procedente, em 1995, a condenação da União e o reconhecimento de sua responsabilidade pela prisão ilegal, tortura e morte de Manoel Fiel Filho. Entre os argumentos foram citados a exoneração do comandante do exercito, o relato dos operários presentes no dia da prisão de Manoel e o depoimento dos presos políticos que presenciaram a tortura de Manoel, dado em 1978, à Comissão de Justiça e Paz da Arquidiocese de São Paulo, então integrada por José Carlos Dias, José Gregori, Margarida Genevois e Hélio Bicudo, entre outros defensores dos direitos humanos.

## Vida em obra
Em 1979, foi lançada a canção O Bêbado e a Equilibrista, logo associada aos desdobramentos da Lei da Anistia em prol dos presos e perseguidos políticos pela ditadura. Na composição, o verso "choram Marias e Clarisses" homenageia Manoel Fiel Filho e Vladimir Herzog, referindo-se respectivamente aos nomes de uma das filhas do operário e da viúva do jornalista.
Em 1980, foi lançado o livro Manoel Fiel Filho: quem vai pagar por este crime?, de Carlos Alberto Luppi, pela Editora Escrita.
Estreou em 2009, sob a direção de Jorge Oliveira, o documentário Perdão, Mister Fiel. O filme conta a perseguição política ao metalúrgico pela ditadura militar brasileira, que resultou em seu assassinato nos porões do DOI-CODI, fato que desencadeou o processo de abertura política e redemocratização do país. Personalidades como Luiz Inácio Lula da Silva, Fernando Henrique Cardoso, José Sarney, Jarbas Passarinho e Marival Chaves, ex-agente do DOI-CODI, deram seus depoimentos sobre o episódio.
Em dezembro de 2011, faleceu Sócrates, reconhecido como um dos mais politizados futebolistas brasileiros e pelo seu ativismo contra a ditadura e a favor da redemocratização. No mês anterior ao falecimento, havia dado entrevista à revista ESPN, em cuja edição de novembro de 2011 o ex-jogador opinara que o novo estádio (então em obras) do Corinthians deveria se chamar "Manoel Fiel Filho", ainda que não se conhecesse alguma ligação entre Manoel e o clube. Segundo Sócrates, esse desconhecimento "não importa. [Manoel] É um símbolo do combate à repressão e tem 'Fiel' no nome. Tem de ser nome de torcida. É o único caso que a torcida merece".